# Schody (album)
Schody – szósty album studyjny zespołu Perfect, wydany 1 kwietnia 2004 w wersji internetowej (odpłatne pliki MP3) za pośrednictwem portalu Interia.pl. Został wydany oficjalnie przez Universal Music Polska w formacie CD i LP jesienią tego samego roku. Jest pierwszym albumem w historii polskiej muzyki rozrywkowej wydanym oryginalnie w formie internetowej.
Data wydania albumu była opóźniana ze względu na emisję i promocję kompilacji Perfect Symfonicznie. Za powód wydania albumu w Internecie wokalista grupy Grzegorz Markowski podał chęć walki z zakrojonym na szeroką skalę piractwem i kradzieżą muzyki, a także umożliwienie szerokiego dostępu do nagrań słuchaczom mieszkającym np. poza granicami kraju – „To wyjście naprzeciw internautom. Polska została trochę z tyłu, jeśli chodzi o sprzedaż muzyki w ten właśnie sposób. Myślę, że to ma wielkie znaczenie także dla ludzi mieszkających poza dużymi miastami czy za granicą”. Zespół pierwotnie wysyłał utwory za pośrednictwem poczty elektronicznej w ramach prezentu, ostatecznie opracowując pomysł wydania albumu w Internecie.
Album do końca marca 2005 został pobrany z portalu Interia.pl ok. 7 tysięcy razy; szacuje się, że łącznie sprzedał się w nakładzie ok. 10 tysięcy egzemplarzy.

## Kontekst, nagrywanie i produkcja
Jak stwierdził Grzegorz Markowski w jednym z wywiadów, materiał na album został nagrany na przełomie 2001 i 2002, zaś jego data wydania była przesuwana z powodu komponowania materiału i promocji wydawnictwa Perfect Symfonicznie. Z pomysłem nagrania albumu wystąpił Bogdan Olewicz, który jest autorem tekstów wszystkich utworów. W wywiadzie udzielonym gazecie Super Express w pierwszych dniach stycznia 2003 Markowski zapewnił, że materiał na płytę jest niemal gotowy i premiera nowego albumu jest wstępnie zaplanowana na luty 2003.
Wiosną 2003 do zespołu zwróciła się Netia SA z propozycją sponsorowania albumu pod warunkiem, że jego nazwa będzie brzmieć „1055”; dodatkowo ukazać miał się utwór „K2”, poświęcony członkom Polskiej Wyprawy Zimowej Netia K2. 3 lipca grupa zagrała na festiwalu TOPtrendy w Operze Leśnej w Sopocie. 21 września zespół wziął udział w koncercie Dla Kawy, poświęconym postaci zmarłego dwa tygodnie wcześniej Jerzego Kawalca. 13 października zespół zagrał koncert na dachu jednego z budynków w pobliżu ronda Romana Dmowskiego w Warszawie (inspirację zespół zaczerpnął z podobnego happeningu autorstwa The Beatles z 1969); po zagraniu kilku utworów zespół został z dachu spędzony przez policjantów i wylegitymowany, zaś Markowski został zatrzymany i zwolniony z komisariatu po godzinnym przesłuchaniu. Pod koniec roku zespół wystąpił w Nowym Jorku dla Polonii. W międzyczasie wydana została reedycja albumu Katowice Spodek Live ’94, która zadebiutowała na 37. miejscu listy przebojów OLiS. Wydanie nagrania współfinansowały władze miasta Ruda Śląska; Andrzej Urny nazwał występ najlepszym koncertem w historii zespołu, zaś Grzegorz Markowski powiedział: „Chciałem przekonać się, co zmieniło się przez dziesięć lat. W sensie estetyki grania tych samych utworów (...) Z przyjemnością stwierdziłem, że trzymamy się tego co było (...) miałem, oczywiście, jakieś zastrzeżenia do spraw wokalnych... (...) Wszystko inne w tych utworach jest takie, jak być powinno. Jest ten autentyzm”.
W marcu 2004 Markowski wziął udział w organizowanym w Warszawie spotkaniu fanów i przyjaciół Czesława Niemena; na łamach magazynu Info Tips wokalista powiedział, że muzyka mająca ukazać się na albumie różni się pod względem stylistycznym od tej nadawanej przez rozgłośnie radiowe. Na kilka dni przed oficjalnym wydaniem albumu zespół wziął udział w konferencji prasowej poświęconej albumowi zorganizowanej w klubie Stodoła; po serii pytań formacja zaprezentowała premierowe wykonania pięciu nowych utworów.

## Premiera i odbiór
| Data wydania    | Wytwórnia              | Format | Numer katalogowy |
| --------------- | ---------------------- | ------ | ---------------- |
| 20 grudnia 2004 | Universal Music Polska | CD     | 986 977 9        |
| 20 grudnia 2004 | Universal Music Polska | LP     | 986 980 2        |

Album został udostępniony do nabycia w Internecie 1 kwietnia 2004 o godz. 19 jedynie za pośrednictwem serwisu Interia.pl. Nagranie sprzedawano w dwóch formatach – jako całość (w cenie 15 zł) i wszystkie utwory oddzielnie (w cenie 3 zł każdy). Dodatkowo do wydawnictwa dołączona była zapisana w formacie PDF kolorowa poligrafia zawierająca teksty utworów i zdjęcia formacji. Płyta była pierwszym albumem w historii polskiej muzyki rozrywkowej wydanym pierwotnie za pośrednictwem Internetu. W dniu premiery albumu zespół zagrał koncertu w klubie Stodoła w Warszawie; support zagrała grupa Bohema.

Nie musisz iść do sklepu, wykonać jakiejś tam pracy, dojechać, zawieźć pieniądze, kupić płytę, przywieźć ją do domu. Jest to więc wygodny sposób. Po drugie, na rynku polskim, który jest ubogi w pieniądze i wiadomo, że młodzież pieniędzy nie ma, ta płyta będzie kosztowała 15 złotych. Nie ma bowiem pośrednictwa w tych dwudziestu dodatkowych czynnościach, by płytę dostarczyć do sklepu. Na Zachodzie towarów – bo, niestety, płyta stała się towarem – przez Internet sprzedaje się bardzo dużo. W związku z czym myślę, że będzie to szło w tę stronę, by uniknąć kosztów, jak się okazuje zbędnych, skoro w prawie każdym domu jest komputer, a przynajmniej za chwilę będzie. Myślę, że jest to szybsze i łatwiejsze dotarcie do słuchacza.

2 kwietnia zespół wziął udział w czacie serwisu Interia, gdzie zdementował rozpowszechnione przez menedżera Adama Galasa plotki, jakoby koncert w Stodole był ostatnim w historii zespołu. Jednocześnie muzycy zapowiedzieli, że koncert został zarejestrowany i będzie wydany oficjalnie na nośniku DVD w tym samym roku. Nagranie było dołączone do edycji limitowanej wersji CD albumu wydanej pod koniec 2004.
Zespół wyruszył w kwietniu w ogólnopolską trasę koncertową, która objęła m.in. takie miasta jak Mielec, Warszawa, Krosno, Ciechanów, Suwałki i Kraków. 20 maja Perfect odebrał nagrodę podczas obchodów Światowego Dnia Komunikacji „za popularyzację internetu poprzez wydanie pierwszej w Polsce płyty, rozprowadzanej wyłącznie w sieci, w postaci plików MP3”. Podczas gali grupa zagrała utwór „Kołysanka dla nieznajomej”; menedżer formacji Adam Galas powiedział: „Gratulowała nam cała branża telekomunikacyjna, a nagrodę dedykujemy wszystkim, którzy na nią zasłużyli. (...) Odnotowaliśmy dobrze ponad sto tysięcy wejść na stronę z naszą płytą, a codziennie zagląda na nią kilkaset osób. Sprzedaż jest zgodna z naszymi oczekiwaniami”. Grupa wystąpiła 11 lipca na Festiwalu Rockowym w Węgorzewie obok takich zespołów jak TSA, Chylińska, Püdelsi, Łzy i Myslovitz. Pod koniec lipca formacja zagrała koncert w Łodzi z okazji powstania rozgłośni radiowej Złote Przeboje. 13 października wydany został solowy album Jacka Krzaklewskiego pt. Dużo kurzu; materiał nagrywany był w okresie promocji albumu Schody. 19 października zespół wystąpił w warszawskim klubie Proxima w charytatywnym koncercie na rzecz ofiar ataku na szkołę w Biesłanie, gdzie zaprezentował nowy repertuar. 31 października formacja zagrała koncert w Bochum, będący akcentem międzynarodowego etapu trasy koncertowej; zespół zaprezentował utwory z nowej płyty i standardy koncertowe. 27 listopada Perfect wystąpił obok zespołów Maanam i Skangur w koncercie zorganizowanym na znak solidarności z narodem ukraińskim w Krakowie; Jacek Majchrowski powiedział: „Ten koncert jest symbolem naszej solidarności z narodem ukraińskim”. Dzień później Perfect obok zespołu Piersi i Edyty Górniak wystąpił w koncercie na Placu Niepodległości w Kijowie. 31 grudnia zespół wystąpił podczas koncertu sylwestrowego w Poznaniu; koncert był podzielony na dwie części, tak, by wyeksponować materiał z nowego albumu.

## Przyjęcie przez krytyków i miejsca na listach przebojów
Jako jedyny obszerną recenzję albumu zamieścił na swoich łamach magazyn Teraz Rock. Michał Kirmuć podkreślił, że pomimo długiego okresu oczekiwania na płytę, „dźwięki z albumu Schody (...) ani trochę nie straciły świeżości”. Dziennikarz zaakcentował balans pomiędzy utworami dynamicznymi („Taki jestem”, „Jeżeli chcesz nas zaskoczyć”) a powolnymi rockowymi balladami, np. zadedykowanym żonie Dariusza Kozakiewicza „EM”. Krytyk docenił zespół za zaangażowanie Michała Jelonka i eksperymentowanie z nowymi brzmieniami, ostatecznie pisząc: „trzeba przyznać, że starsi panowie zdobyli się na dość odważny krok. Zarówno pod względem muzycznym, produkcyjnym, jak i edytorskim. Jak dla mnie – na pewno było warto wejść na te Schody...”.
Album nie został sklasyfikowany na żadnej z oficjalnych polskich list przebojów – OLiS, Liście Przebojów Programu Trzeciego, Szczecińskiej Liście Przebojów. Jedyny pochodzący z albumu singel, „EM” (wydany w 2004 za pośrednictwem Universal Music Polska) nie został sklasyfikowany na żadnym z notowań, w tym na Liście Przebojów Programu Trzeciego.

## Spis utworów
Producentem wszystkich utworów jest Dariusz Kozakiewicz, natomiast teksty napisał Bogdan Olewicz.

### Edycja CD i internetowa
Sporządzono na podstawie materiału źródłowego
1. „Perfect Show & Hip Top Band part I” (00:42)
2. „Taki jestem” (03:27)
3. „EM” (05:10)
4. „Kainowe pokolenie” (06:39)
5. „Wieczny dylemat” (03:17)
6. „Jeżeli chcesz nas zaskoczyć” (03:26)
7. „Jesteś jak wirus” (03:18)
8. „Kto dziś przygarnie mnie” (04:32)
9. „Strzelec wyborowy” (05:52)
10. „Nad rozlanym mlekiem” (03:57)
11. „Schody” (03:13)
12. „Urodziłem się nie do pary” (04:21)
13. „Perfect Show & Hip Top Band part II” (03:28)

### Edycja winylowa
Sporządzono na podstawie materiału źródłowego
- Strona A:

1. „Perfect Show & Hip Top Band part I” (00:42)
2. „Taki jestem” (03:27)
3. „EM” (05:10)
4. „Kainowe pokolenie” (06:39)
5. „Wieczny dylemat” (03:17)

- Strona B:

1. „Jesteś jak wirus” (03:18)
2. „Strzelec wyborowy” (05:52)
3. „Schody” (03:13)
4. „Urodziłem się nie do pary” (03:25)
5. „Perfect Show & Hip Top Band part II” (03:28)

## Twórcy
Sporządzono na podstawie materiału źródłowego.
- Grzegorz Markowski – śpiew
- Dariusz Kozakiewicz – gitara, gitara rytmiczna, wokal wspierający
- Jacek Krzaklewski – gitara
- Piotr Szkudelski – perkusja
- Piotr Urbanek – gitara basowa
- Tomasz Butryn – keyboard, organy Hammonda
- Michał Jelonek – skrzypce
- Andrzej Karp – wokal wspierający, loopy